# Герць на мостах

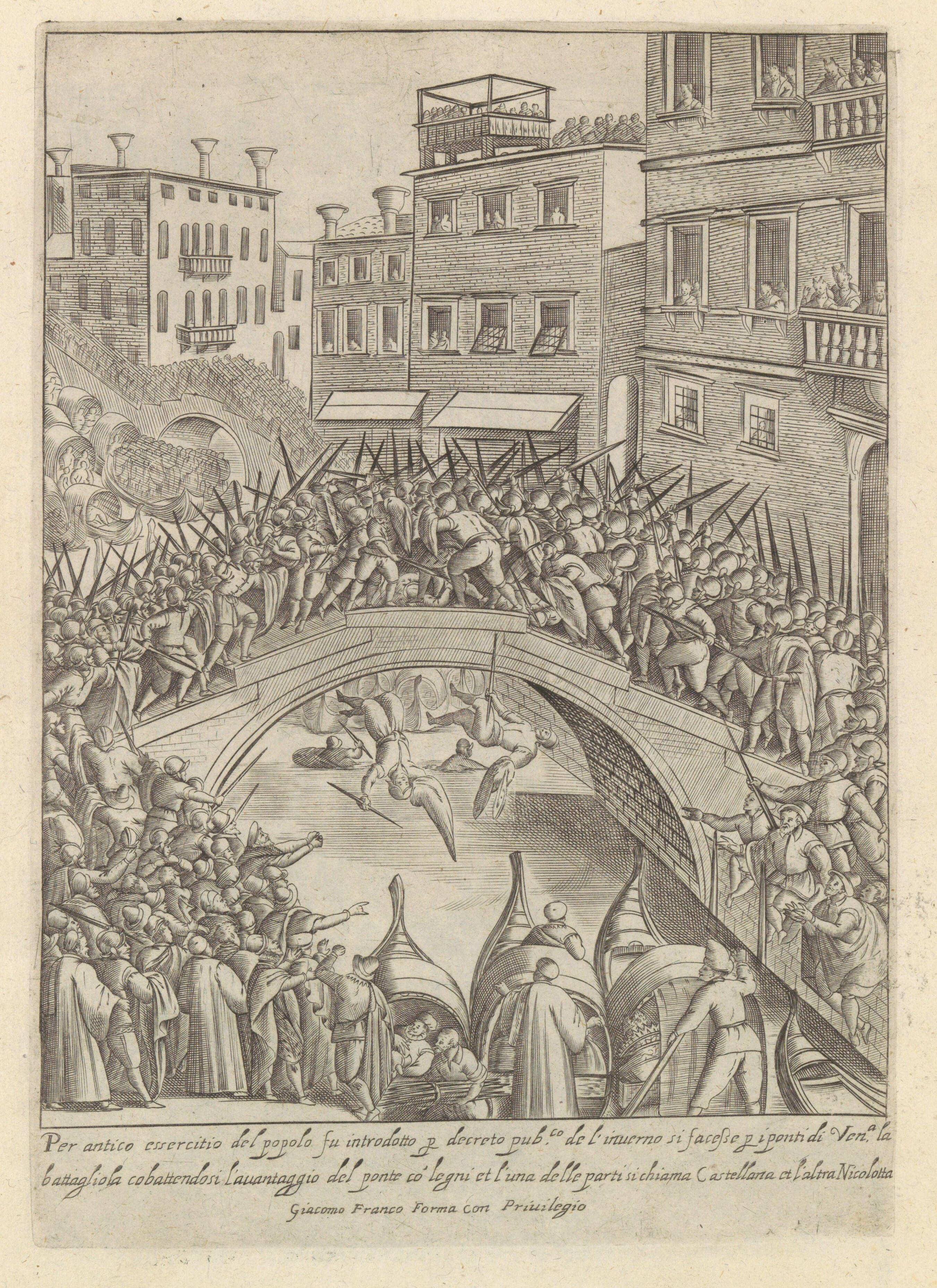
Поєдинок з використанням кийків на мосту Карміні. Гравюра.

Герць на мостах (італ. battagliole sui ponti) — традиційне італійське змагання.
Сутички між різними угрупованнями, що відбувалися на мостах, були популярні серед плебсу італійських міст аж до початку XVIII ст. Так, у середньовічній Пізі проводили турніри з використанням дерев'яної зброї на мосту Понте ді Меццо через річку Арно. Однак найбільшої слави здобули кулачні поєдинки (італ. guerre dei pugni) і бої з кийками (італ. guerra di canne) у Венеції.

## Кастеллані і Ніколотті

Ніколотті (ліворуч) і кастеллані. Гравюра.

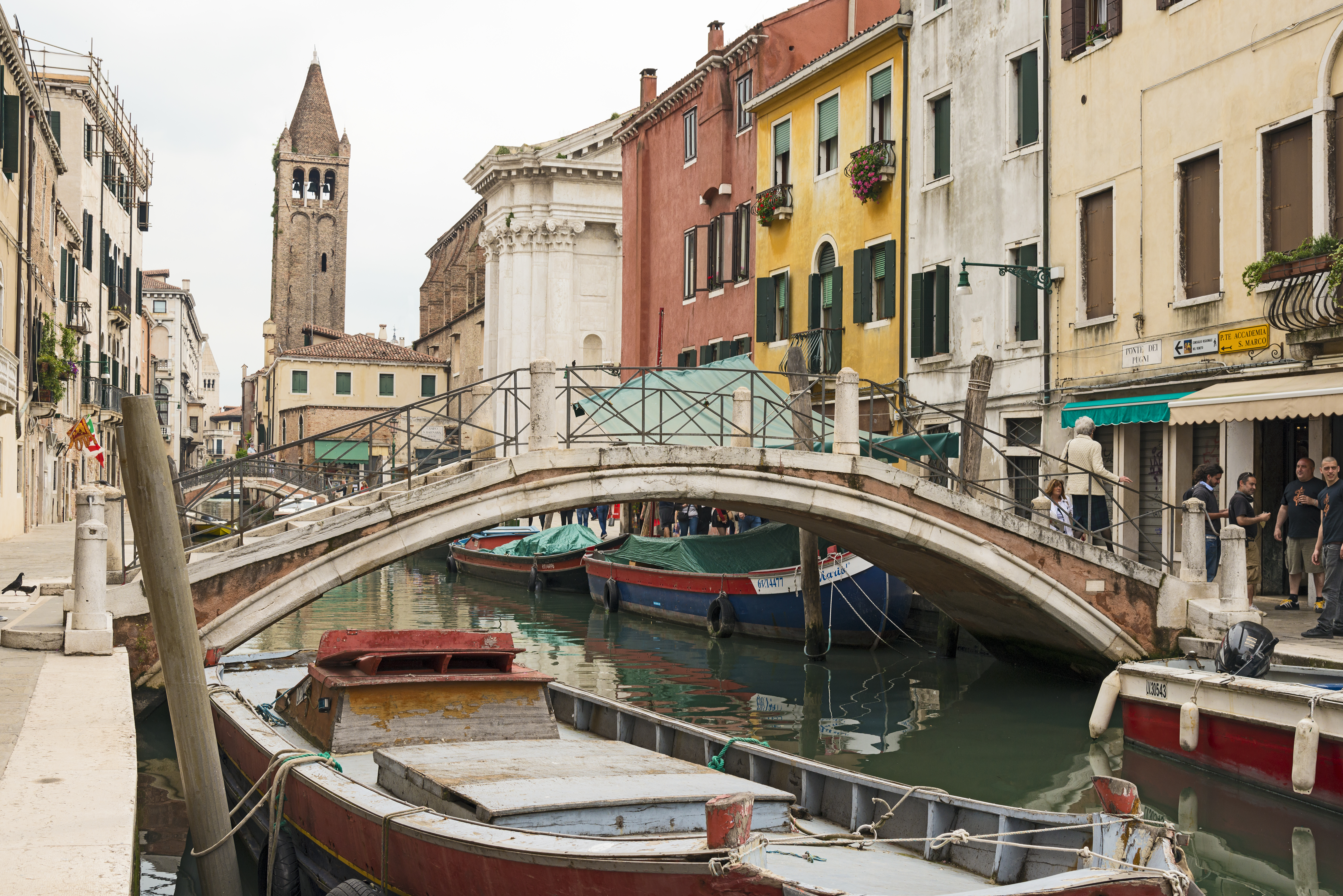
Понте деї Пуні — міст, на якому влаштовували кулачні бої.

Нижні соціальні прошарки середньовічньої Венеції були розділені на кілька партій, найвідоміші серед яких були Кастеллані і Ніколотті. Перші — моряки і кораблебудівники на венеціанському Арсеналі (arsenalotti), які мешкали у східній частині міста (сест'єре Кастелло, Сан-Марко і Дорсодуро). Інші — рибалки і жителі із західної частини, розташованої навкола храму Св. Нікколо деї Мендіколі, з районів Сан-Поло, Каннареджо і Санта-Кроче. Кастеллані носили розпізнавальні червоні капелюхи і шарфи, а Ніколотті — чорні. Між ними постійно точилася боротьба. Це був відгомін давньої ворожнечі. Дійшли відомості навіть про вбивство єпископа з Кастелло, здійсненого Ніколотті.
Постійне суперництво між Кастеллані та Ніколотті вилилось у змагання з кулачної боротьби, а також з боротьби кийками.

## «Мостре» і «фротте»
До змагань залучалися сотні бійців і тисячі глядачів. Їм передували переговори між ватажками угруповань (caporioni). У призначений день обране місце устелялось соломою, встановлювались глядацькі трибуни. На турніри приходила навіть знать, що спостерігала за дійством з балконів і гондол.
Молодики з різних угруповань підбурювали один одного і забігали на ворожу територію, дражнячи своїх суперників.
Змагання розпочинались з двобою окремих бійців (mostre), яку судили секунданти (padrini). Далі розгорталося масове побоїще двох команд, відоме як (frotte), у ході якого ті, хто падав або кого скидали з мосту, зазнавали серйозних травм або навіть ризикували бути утопленими.
Змагання стали проявом місцевої або професійної гордості. Район, чия команда перемогла, вшановував бійців як героїв. Чемпіони отримували потрібну репутацію і, як результат, наймалися дворянами й іноземцями на більш оплачувану роботу. А про деяких з них складали навіть пісні.

## Регулювання боїв
Уряд сприяв суперництву двох таборів, адже цим він виховував відвагу у молоді, і водночас тримав народ у розбраті, попереджуючи таким чином згуртовані повстання проти влади. Однак час від часу мусів обмежувати бійки у місті. Змагання дозволялися проводити з вересня до Різдва.
У 1369 році Велика рада закликала проводити загальні бої у перший день кожного нового року. Згодом, бої були оголошені поза законом Радою Десяти у 1505 році, але заздалегідь домовлені бої можна було організовувати з нагоди приїзду іноземних високопоставлених осіб і дипломатичних місій.
Так, 1493 року турнір був влаштований для герцога і герцогині Феррарських. 1582 року бій з кийками показали османським, а 1585 року навіть японським послам. У 1574 році герць на мості, до якого залучили до 600 бійців, організували для французького короля Генріха III. Пізніше Генрі скаржився, що це змагання: «було занадто малим, щоб бути реальною війною, і занадто жорстоким, щоб бути грою».
Із середини XVII ст. капоріоні дозволялось проводити змагання (battagliole) за взаємною домовленістю лише у кількох місцях, зокрема на мостах без парапетів біля церкви Сан-Барнаба, який відоміший як Міст Кулаків (Ponte dei Pugni), Санта-Фоска (Santa Fosca) і Сан-Марз'яле (San Marziale).

## Заборона змагань
Населення так захоплювалося змаганнями, що, коли сталася сильна пожежа у монастирі св. Джироламо, ніхто не хотів поспішати приборкувати вогонь. Це змусило втрутитися священика з храму Св. Барнаби, який з розп'яттям у руках вгамовував бійців.
У 1705 році зіткнення були суворо заборонені. 30 вересня цього року Міст деї Пуні став ареною кривавої бійні, яка почалася з боротьби на кулаках, а закінчилася бійкою з використанням каміння і ножів.
Згодом влада дозволила Кастеллані та Ніколотті обмежитися скачками і здійснювати менш жорстокі змагання, такі як сила Геракла і регати.